# Budadasa
Budadasa fou rei d'Anuradhapura (Sri Lanka) del 341 al 370. Fou un hàbil cirurgià i, com el seu pare, un artista. El Mahavansa diu que feia operacions complexes com capsulectomies i laparotomies.
Va escriure un llibre de medicina, el Saratthasangha, que per molt de temps fou considerat una autoritat en la matèria. Va determinar que hi havia d'haver un metge de l'estat per cada deu pobles i va destinar camps pel seu manteniment. També va establir veterinaris per elefants, cavalls i metges per l'exèrcit. Va crear asils en diversos llocs per coixos i cecs. Per convèncer a la gent utilitzava la religió i va nomenar un predicador per cada 16 pobles, proveint pel seu sosteniment. També cada 16 pobles havien de tenir un astròleg.
Va construir el Mayura o Monara Pirivena (Escola del Paó Reial), pintat amb els colors d'un paó, que era un edifici de cinc plantes agregat al Maha Vihara; avui dia en resten uns pilars monolítics.
En el seu temps un monjo de nom Maha Dhammakathu va traduir les sutres del Pitakattava del pali (llengua de Maghada) al singalès. També foren escrites dues obres importants semi-religioses: el Mulasika i el Kudusika.
Va morir després d'un regnat de 29 anys deixant no menys de 80 fills i el va succeir el major Upatissa I.